# Tillières-sur-Avre
Tillières-sur-Avre è un comune francese di 1 189 abitanti situato nel dipartimento dell'Eure nella regione della Normandia. 
Nel territorio del comune scorre il fiume Avre, affluente della Eure.

## Toponimia
Le nome della località è attestato sotto la forma Tegulense castrum nel 1017, Tegularias nel 1033 e 1069, Teuleriae nel 1109.
Situato su un punto piuttosto alto della riva sinistra dell'Avre, «...un castello fu denominato Tillières o Tuillières, poiché vi era una fornace per tegole.». «Questa identificazione è incontestabile, ma non se ne sarebbe autorizzati a collagarla all'industria delle tegole.».

## Localizzazione
Il comune confina a nordovest con Sainte-Marie-d'Attez (comune delegato di Dame-Marie), a nord con L'Hosmes, a est con Breux-sur-Avre, a sudest con Bérou-la-Mulotière (Eure-et-Loir), a sud con Montigny-sur-Avre (Eure-et-Loir), a sudovest con Courteilles e a ovest con Piseux e Courteilles.

## Società

### Evoluzione demografica
Abitanti censiti